# 奈良中央信用金庫
奈良中央信用金庫（ならちゅうおうしんようきんこ）は、奈良県磯城郡田原本町に本店を置く信用金庫。
2018年度決算による自己資本比率は、16.74％。

## 沿革
- 1948年8月 - 産業組合法に基づき、田原本町信用組合として設立。
- 1953年4月 - 信用金庫法に基づき、田原本町信用金庫となる。
- 1978年11月 - 奈良中央信用金庫に改称。
- 2020年10月12日 - この日から磁気の影響を受けにくい新しい通帳（Hi-Co通帳）を取扱開始した(Hi-Co通帳に対応していない信用金庫ATMではHi-Co通帳は使えない。)[2]。